# Посольство России в Кот-д’Ивуаре
Посольство России в Абиджане — дипломатическое представительство Российской Федерации в крупнейшем городе Кот-д’Ивуара Абиджане. Посольство представляет интересы России в Кот-д’Ивуаре и Буркина-Фасо.

## Дипломатические отношения
Дипломатические отношения между СССР и Республикой Берег Слоновой Кости (с 1986 года — Республика Кот д’Ивуар, РКИ) установлены 19 января 1967 года. В 1969 году отношения были разорваны по инициативе ивуарийской стороны, восстановлены в 1986 году.
Российcко-ивуарийские отношения носят дружественный характер. Кот д’Ивуар входит в число крупных торговых партнёров России в Африке к югу от Сахары. Оборот внешней торговли между странами в 2020 году составил 291,6 млн долларов США (экспорт — 61,6 млн. ; импорт — 230 млн.). Российский экспорт в страну включает сельскохозяйственные и продовольственные товары, продукцию химической промышленности, металлы и изделия из них, древесина и целлюлозно-бумажные изделия, а импорт из Кот д’Ивуара включает какао-бобы и каучук.

## Послы России в Кот-д’Ивуаре
- Михаил Владимирович Майоров (1991—1995)
- Георгий Андреевич Черновол (1995—2000)
- Александр Михайлович Трофимов (2000—2006)
- Олег Владимирович Ковальчук (2006—2010)
- Леонид Викторович Рогов (2010—2016)
- Владимир Анатольевич Байков (2016—2022)
- Алексей Эдуардович Салтыков (2022—наст. вр.)